# West Lakes Shore
West Lakes Shore är en del av en befolkad plats i Australien. Den ligger i regionen Charles Sturt och delstaten South Australia, omkring 13 kilometer nordväst om delstatshuvudstaden Adelaide. Antalet invånare är 2 973. Den ligger vid sjön West Lakes.
Runt West Lakes Shore är det mycket tätbefolkat, med 1 517 invånare per kvadratkilometer.. Närmaste större samhälle är Adelaide, omkring 13 kilometer sydost om West Lakes Shore.
Runt West Lakes Shore är det i huvudsak tätbebyggt. Genomsnittlig årsnederbörd är 593 millimeter. Den regnigaste månaden är juli, med i genomsnitt 95 mm nederbörd, och den torraste är december, med 13 mm nederbörd.